# Rheinbacher Burg

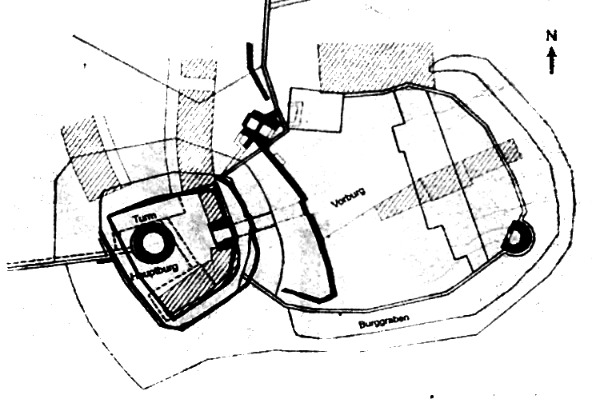
Aufriss von Haupt- und Vorburg

Die Rheinbacher Burg ist die Ruine einer Wasserburg aus dem 12. Jahrhundert am Südostrand der Rheinbacher Altstadt im Rhein-Sieg-Kreis in Nordrhein-Westfalen. Nachdem Reste seit dem Beginn des 20. Jahrhunderts konserviert und teilweise rekonstruiert wurden, sind heute Teile der Hauptburg zu besichtigen. Die unter Denkmalschutz gestellten Bauten prägen das Stadtbild der Innenstadt Rheinbachs und sind eine touristische Attraktion.

## Bau der Hauptburg
Die baulichen Ursprünge der Rheinbacher Burg liegen in der zweiten Hälfte des 12. Jahrhunderts. Das Baudatum des erhaltenen und heute als Hexenturm bezeichneten Bergfrieds der Burganlage konnte mittels einer dendrochronologischen Untersuchung auf etwa 1180 datiert werden. Die von den Rittern und Herren von Rheinbach (vermutlicher Bauherr: Ritter Emelrich oder Emelricus) errichtete Burg lag an der historischen Aachen-Frankfurter Heerstraße, die dem Verlauf der heutigen Rheinbacher Hauptstraße folgte und eine Einnahmequelle für den damaligen Großweiler darstellte. Kurz zuvor waren die Herren von Rheinbach zu Kastellanen des Klosters Prüm ernannt worden.
Die zunächst erbaute Hauptburg war eine imposante, hoch ummauerte Befestigungsanlage, die von einem wassergefüllten Graben umgeben war. Neben dem Bergfried bestand sie aus einem Palas (später „Langer Bau“ oder „Haus auf dem Schloss“ genannt), einem Torhaus und einem Brunnen. Vermutlich gab es weitere Gebäude aus Holz, die sich heute aber nicht mehr nachweisen lassen. Der Palas verfügte über eine Küche im Erdgeschoss, einen repräsentativen Herrensaal im Obergeschoss sowie kleinere Wohnräume im zweiten Stock. Das Obergeschoss des Torhauses enthielt eine kleine, etwa 15 Quadratmeter große Kapelle. Vor allem das noch erhaltene, um 1200 aus einem älteren Tor entstandene Torhaus (genannt: „Orgel“) wurde in Teilen aus zersägten Gussmauerwerkstücken des abgebrochenen Römerkanals errichtet.

## Unter dem Kölner Erzbistum
Nachdem das Prümer Kloster in der Mitte des 13. Jahrhunderts seine Rechte an Rheinbach an den Kölner Erzbischof Konrad von Hochstaden abgetreten hatte, wurden die Rheinbacher Ritter Lehensleute des Kölner Erzbistums. Etwa zu der Zeit wurde die Rheinbacher Burg um eine wehrhafte Vorburg erweitert. Die erstreckte sich vom bisherigen Eingangstor (das nun als Zwischentor zwischen den beiden Burghöfen fungierte) nach Norden und wurde ebenfalls mit einem Wassergraben umgeben. Nach der Schlacht von Worringen begannen die Rheinbacher Herren (vermutlich Theoderich II., ein Sohn Lamberts I.) Ende des 13. Jahrhunderts mit der Befestigung Rheinbachs, in die sie die bestehenden Burganlagen integrierten.
Die Rheinbacher Stadtmauer war 1200 Meter lang, sie verfügte über zwei Volltürme (den runden Wasemer Turm und den jüngeren, rechteckigen Kallenturm) und fünf Halbtürme, von denen der „Windmühlenturm“ und der „Bocksturm“ wieder aufgemauert wurden. Der bereits vorher oder zeitgleich errichtete Halbturm der Vorburg wurde als „Hundsturm“ bezeichnet. Im Jahr 1323 war die Befestigung Rheinbachs abgeschlossen; damit war aus dem Fronhofverband endgültig eine (inoffizielle) Stadt geworden.
Um 1342 verkaufte Beatrix von Schleiden, die Witwe Theoderichs III., nach dem Tode ihres Sohnes und letzten männlichen Namensträgers der Rheinbacher Herren (Johann) ihre Rechte an der Burg gegen eine jährliche Rente an den Kölner Erzbischof Walram von Jülich. Die Kölner Bischöfe bestimmten die Burg nun zum Verwaltungsmittelpunkt des Amtes Rheinbach und aller erzbischöflichen Einkünfte der Grafschaft Neuenahr. Ab 1345 lebten also wieder Kölner Amtmänner auf der Rheinbacher Burg. Im Jahr 1440 verfügte die Burg über eine Besatzung von 12 Personen: Zöllner, Knechte, Mägde, Küchenpersonal.

## Neuzeit
Im Jahr 1673 wurden Stadt und Burg im Rahmen des Holländischen Krieges teilweise von den Truppen des holländischen Prinzen Wilhelm von Oranien zerstört. Wesentliche Burgbestandteile wurden zwischen 1780 und 1830 abgebrochen; um 1800 erfolgte die Privatisierung das Burggeländes. Der neue Besitzer richtete hier einen Mühlenbetrieb ein. 1913 erwarb die Stadt Rheinbach die Burg und ließ die jüngeren Gebäude abreißen. Noch vorhandene Reste der Burganlage wurden restauriert. In der Zeit des Nationalsozialismus wurde auf dem südlichen Teil der Burganlage – an den Torturm angelehnt – ein Heim der Hitlerjugend errichtet. Im Jahr 1951 wurde auf dem Gelände der früheren Vorburg ein Schulgebäude gebaut, das heute eine Grundschule beherbergt. 1980 kam es zu einer erneuten Restaurierung der Anlage, 1988 wurden die Burggräben teilweise wieder hergestellt.
Von der Hauptburg sind heute erhalten oder rekonstruiert: Burgtor, Bergfried (Hexenturm), Torbogen, Teile der Ringmauer und des einstigen Wassergrabens. Auf dem Grundstück neben dem Schulhof steht noch der Halbturm der ehemaligen Vorburg.